# Kilchberg (Zurigo)
Kilchberg (toponimo tedesco) è un comune svizzero di 8 380 abitanti del Canton Zurigo, nel distretto di Horgen.

## Geografia fisica
Kilchberg si affaccia sul Lago di Zurigo.

## Monumenti e luoghi d'interesse

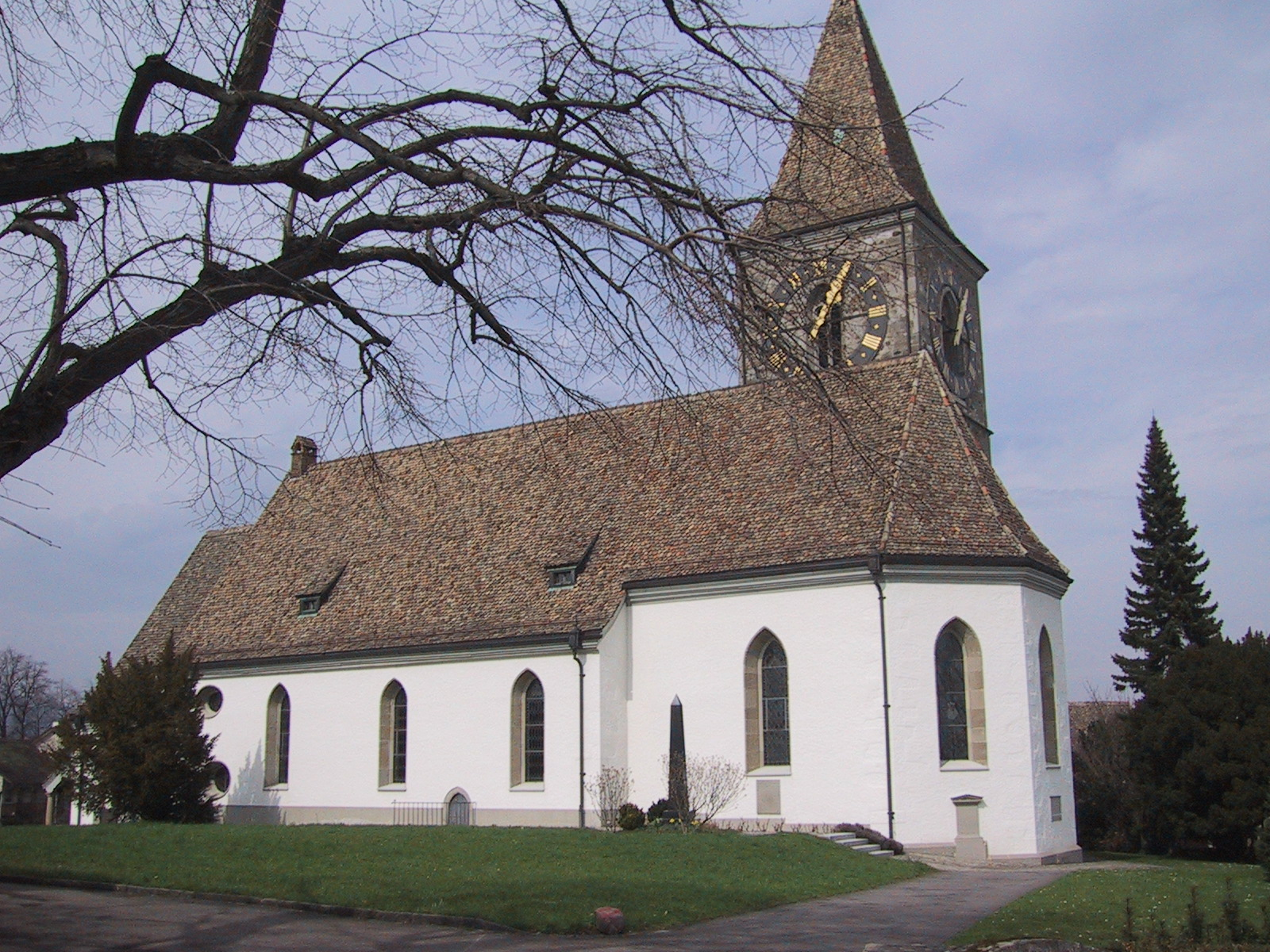
La chiesa riformata

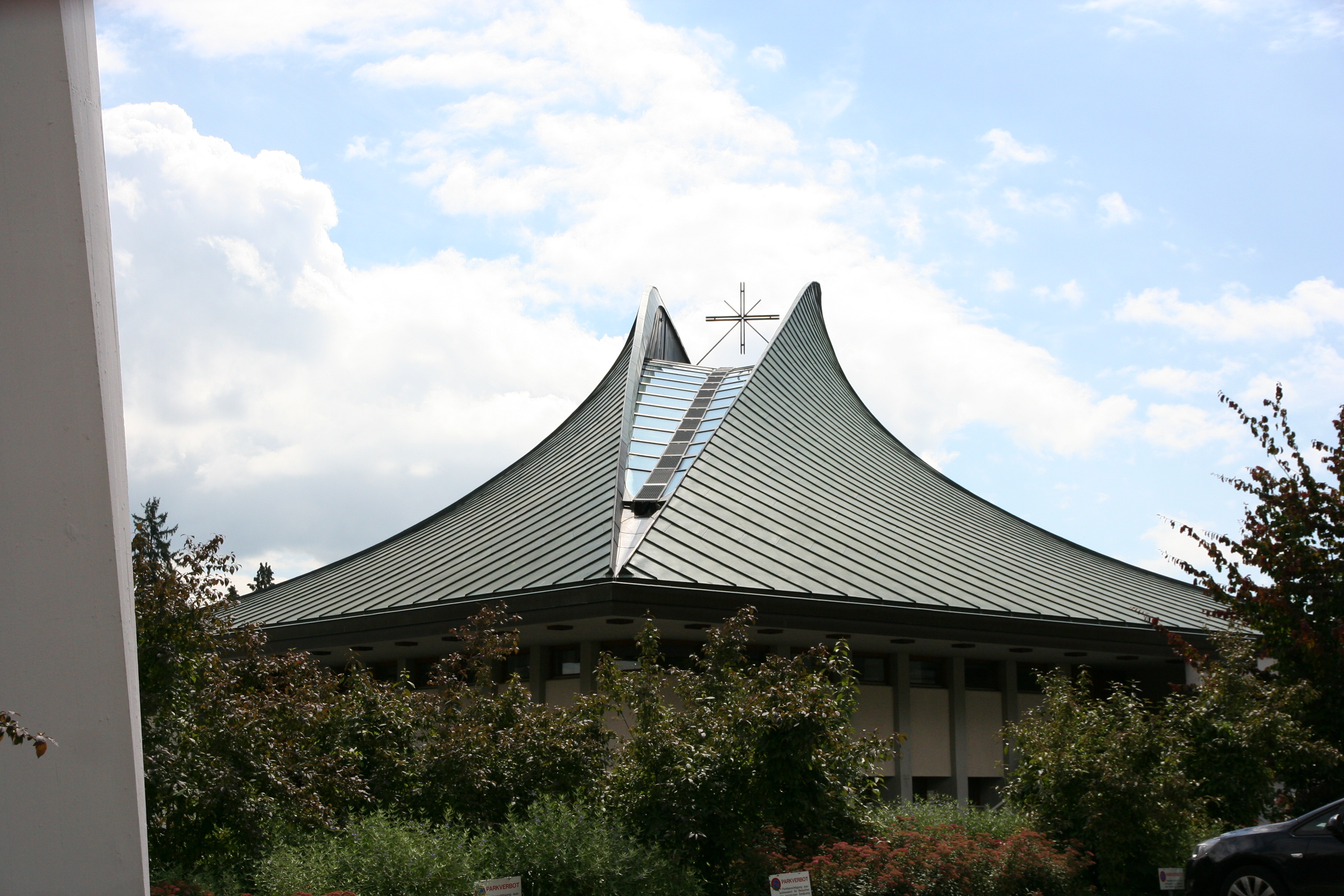
La chiesa di Sant'Elisabetta

- Chiesa riformata, attestata dal 1257[1];
- Chiesa cattolica di Sant'Elisabetta, eretta nel 1965-1967[senza fonte].

## Società

### Evoluzione demografica
L'evoluzione demografica è riportata nella seguente tabella:
Abitanti censiti

## Infrastrutture e trasporti
Kilchberg è servito dall'omonima stazione sulla ferrovia Zurigo-Ziegelbrücke.

## Amministrazione
Ogni famiglia originaria del luogo fa parte del cosiddetto comune patriziale e ha la responsabilità della manutenzione di ogni bene ricadente all'interno dei confini del comune.